# Hemidactylus paucituberculatus
Espèce
Hemidactylus paucituberculatus est une espèce de geckos de la famille des Gekkonidae.

## Répartition
Cette espèce est endémique du Dhofar en Oman. Elle se rencontre dans la plaine de Salalah.

## Description
Hemidactylus paucituberculatus mesure jusqu'à 38,4 mm, queue non comprise.

## Publication originale
- Carranza & Arnold, 2012 : A review of the geckos of the genus Hemidactylus (Squamata: Gekkonidae) from Oman based on morphology, mitochondrial and nuclear data, with descriptions of eight new species. Zootaxa, n. 3378, p. 1–95.